# كازويوكي كويا
كازويوكي كويا (باليابانية: 京谷 和幸) (مواليد 13 أغسطس 1971)، هو لاعب كرة قدم سابق كان يلعب كمهاجم.

## وصلات خارجية
- كازويوكي كويا على موقع رابطة كرة القدم اليابانية للمحترفين (اليابانية)
- كازويوكي كويا على موقع عالم كرة القدم.نت (الإنجليزية)